# Ceratophysella mucronata
Ceratophysella mucronata är en urinsektsart som beskrevs av Louis Deharveng och C. Bourgeois 1991. Ceratophysella mucronata ingår i släktet Ceratophysella och familjen Hypogastruridae. Inga underarter finns listade i Catalogue of Life.